# Torrent Pregon
|  | Per a altres significats, vegeu «Torrent Pregon (Lladurs)». |

El Torrent Pregon o Riera de Canyet és la riera més llarga de Badalona. Neix al vessant sud de la muntanya de l'Amigó, a la Serralada de Marina, i arriba a la mar, per sota de l'avinguda Martí Pujol, ja soterrat, tot recorrent el municipi de Badalona en uns cinc quilòmetres, per bé que actualment l'aigua no desemboca a la mar sinó que és reconduïda per un col·lector interceptor que la porta a la depuradora del Besòs.
A la seva capçalera hi domina la vegetació de ribera, i al seu curs mitjà els plataners que s'hi plantaren fa més de cinquanta anys. També s'hi troba canyes amb abundància, una espècia invasora però ja típica dels paisatges del Maresme.
El cabal constant que porta prové de les fonts de muntanya (font de l'Amigó, font del Mig, font de Baix, font de Dalt, font de la Rosa, entre d'altres), però és quan plou torrencialment quan el seu cabal augmenta de manera abrupta i important, cosa que pot ocasionar problemes. És a partir que rep les aigües del Torrent de Coma d'Oms que és conegut amb el nom de Riera de Canyet, pel fet que en aquell segment passa per davant del barri de Canyet. De l'autopista C-31 fins al mar també rep el nom de riera d'en Folch, tot i que actualment s'està perdent el topònim. Antigament també ha rebut el nom de Riera de la Sagrera, especialment en el seu curs més baix, quan passa pel costat del barri de Dalt de la Vila, antigament també dit la Sagrera. Per altra banda, a mesura que s'acosta a la mar apareixen per l'esquerra el torrent de Can Mas, així com dues petites torrenteres que baixen del Turó de Montigalà; tot seguit, per l'esquerra apareix el darrer afluent de la riera, el Torrent de Can Ferrater o de la Carabassa. A partir d'aquest punt fins a la platja és una gran avinguda, l'avinguda de Martí Pujol, una de les artèries principals de la ciutat i popularment conegut com la Riera.

## El soterrament de la riera

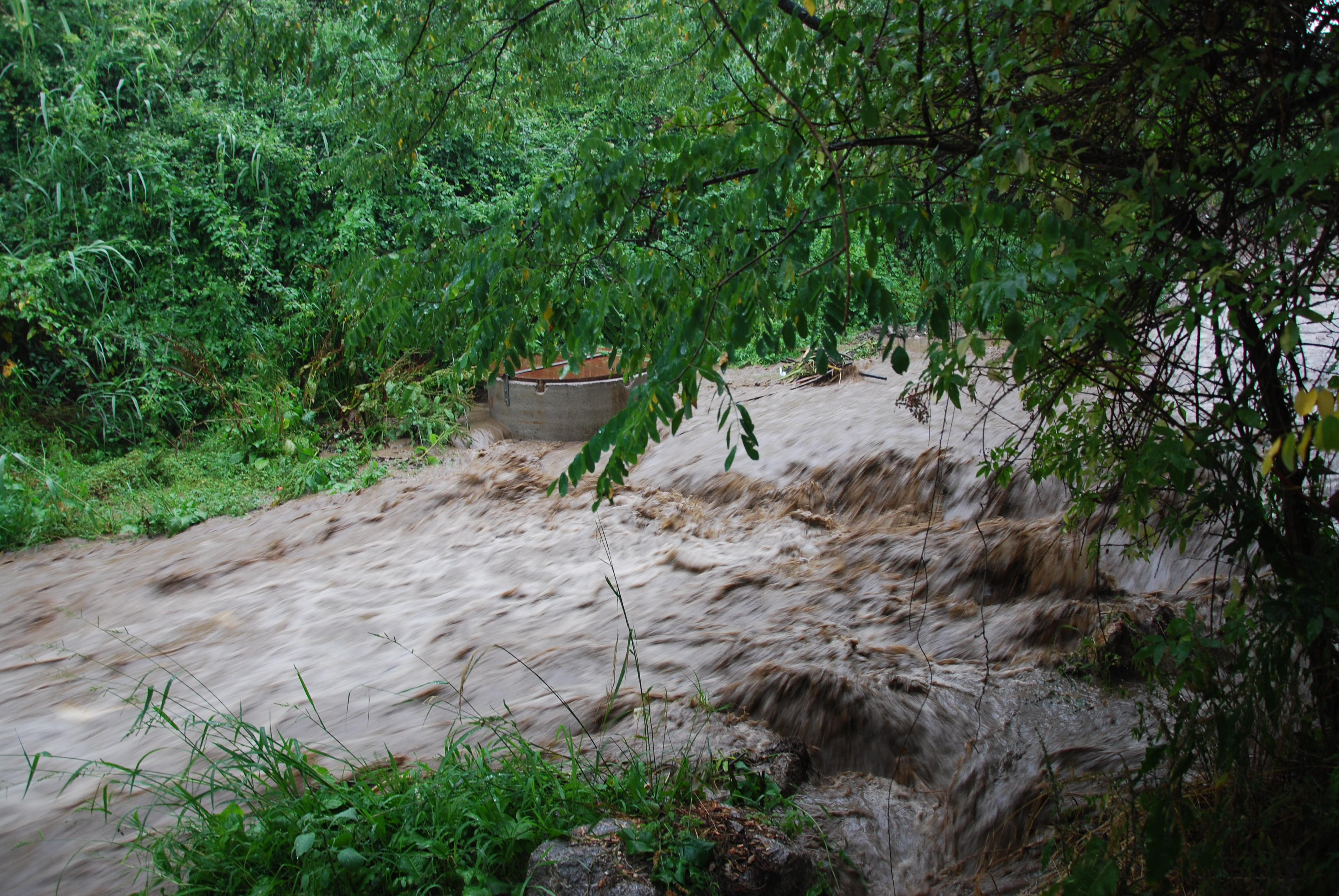
La riera de Canyet baixant de banda a banda després d'un aiguat d'estiu (29/07/2010).

L'any 1960, després d'unes obres força complicades, se soterrà i es canalitzà el tram de l'autopista C-31 i fins a la platja per evitar les inundacions que ocasionava de tant en tant a la part baixa de la vila. A principis dels anys 90, el soterrament de la riera es perllongà fins a l'autopista B-20, convertint-la en una avinguda i un eix viari molt important de la ciutat, i no fou fins a principis del segle xxi quan la canalització arribà fins a Can Nadal per tal de facilitar els accessos als masos que hi ha al voltant del curs fluvial. Malgrat els esforços per minimitzar els efectes de les rierades, encara avui en dia, en els moment de màxima intensitat de les precipitacions pot arribar a causar alguns maldecaps tal com va passar el 28 d'abril de 2011 o el 14 de setembre de 1999, quan caigueren fins a 96 litres per metre quadrat.